# Mistrzostwa Ameryki Środkowej i Karaibów w Lekkoatletyce 1985
10. Mistrzostwa Ameryki Środkowej i Karaibów w Lekkoatletyce – zawody lekkoatletyczne, które odbyły się w dniach 25-27 lipca 1985 w Nassau.

## Rezultaty

### Mężczyźni
| Konkurencja                   | 1. miejsce                                                              | Wynik      | 2. miejsce                                                                | Wynik    | 3. miejsce                                                              | Wynik    |
| ----------------------------- | ----------------------------------------------------------------------- | ---------- | ------------------------------------------------------------------------- | -------- | ----------------------------------------------------------------------- | -------- |
| Bieg na 100 m                 | Andrés Simón                                                            | 10,22      | Osvaldo Lara                                                              | 10,30    | Fabian Whymns                                                           | 10,41    |
| Bieg na 200 m                 | Leandro Peñalver                                                        | 20,56      | Félix Stevens                                                             | 20,70    | David Smith                                                             | 20,82    |
| Bieg na 400 m                 | Roberto Hernández                                                       | 45,34      | Bert Cameron                                                              | 45,44    | Elvis Forde                                                             | 45,74    |
| Bieg na 800 m                 | Reuben Bayley                                                           | 1:48,93    | Steve Burgess                                                             | 1:49,48  | Livingston Marshall                                                     | 1:49,77  |
| Bieg na 1500 m                | Rafael Martínez                                                         | 3:43,81    | Francisco Pacheco                                                         | 3:44,75  | Carlos Quiñones                                                         | 3:45,60  |
| Bieg na 5000 m                | Francisco Pacheco                                                       | 13:53,30 · | Silvio Salazar                                                            | 13:54,00 | Mauricio González                                                       | 14:11,50 |
| Bieg na 10 000 m              | Jesús Herrera                                                           | 29:56,3    | Martín Pitayo                                                             | 29:58,2  | Silvio Salazar                                                          | 30:12,0  |
| Maraton                       | Claudio Cabán                                                           | 2:38:18    | Anthony Williams                                                          | 2:43:25  | N/A                                                                     | N/A      |
| Bieg na 3000 m z przeszkodami | Juan Ramón Conde                                                        | 8:36,8     | Juan Jesús Linares                                                        | 8:39,2   | Carmelo Ríos                                                            | 8:40,9   |
| Bieg na 110 m przez płotki    | Alejandro Casañas                                                       | 13,68      | Juan Saborit                                                              | 13,83    | Gary Bullard                                                            | 14,74    |
| Bieg na 400 m przez płotki    | Jesús Aguilasocho                                                       | 49,81      | Greg Rolle                                                                | 51,01    | Wilfredo Santiago                                                       | 51,30    |
| Sztafeta 4 × 100 m            | Kuba Osvaldo Lara · Leandro Peñalver · Félix Stevens · Andrés Simón     | 39,17      | Bahamy Ricardo Grey · Austin Albury · Fabian Whymns · Audrick Lightbourne | 40,25    | Portoryko Luis Morales · Ray Quiñones · Elmer Williams · José Valdez    | 40,5     |
| Sztafeta 4 × 400 m            | Kuba Félix Stevens · Julio Prado · Leandro Peñalver · Roberto Hernández | 3:03,38    | Barbados David Peltier · Richard Louis · David Carter · Elvis Forde       | 3:03,69  | Meksyk Luis Toledo · Antonio Álvarez · Jorge Burgos · Jesús Aguilasocho | 3:07,50  |
| Chód na 20 km                 | Ernesto Canto                                                           | 1:28:26    | Biliulfo Andablo                                                          | 1:31:16  | Héctor Moreno                                                           | 1:32:52  |
| Chód na 50 km                 | Martín Bermúdez                                                         | 4:22:33    | Pedro Aroche                                                              | 4:28:09  | Edel Oliva                                                              | 4:40:37  |
| Skok wzwyż                    | Javier Sotomayor                                                        | 2,30       | Francisco Centelles                                                       | 2,30     | Clarence Saunders                                                       | 2,14     |
| Skok o tyczce                 | Rubén Camino                                                            | 5,20       | Manuel Fuentes                                                            | 4,70     | Alberto Nieves                                                          | 4,60     |
| Skok w dal                    | Jaime Jefferson                                                         | 8,13       | Ubaldo Duany                                                              | 8,07     | Elmer Williams                                                          | 7,93     |
| Trójskok                      | Steve Hanna                                                             | 17,07      | Lázaro Balcindes                                                          | 16,80    | Ernesto Torres                                                          | 16,46    |
| Pchnięcie kulą                | Paul Ruiz                                                               | 18,98      | Luis Delís                                                                | 18,52    | James Dedier                                                            | 16,37    |
| Rzut dyskiem                  | Luis Delís                                                              | 66,50      | Juan Martínez Brito                                                       | 64,78    | Bradley Cooper                                                          | 60,10    |
| Rzut młotem                   | Alejandro Labardesque                                                   | 63,98      | Francisco Soria                                                           | 60,68    | David Castrillón                                                        | 59,42    |
| Rzut oszczepem                | Reinaldo Patterson                                                      | 79,20      | Ramón González                                                            | 76,88    | Juan de la Garza                                                        | 74,90    |
| Dziesięciobój                 | Sidney Cartwright                                                       | 7000       | Brooke Onley                                                              | 6908     | Ron McPhee                                                              | 6694     |

### Kobiety
| Konkurencja                | 1. miejsce                                                               | Wynik   | 2. miejsce                                                                  | Wynik   | 3. miejsce                                                               | Wynik   |
| -------------------------- | ------------------------------------------------------------------------ | ------- | --------------------------------------------------------------------------- | ------- | ------------------------------------------------------------------------ | ------- |
| Bieg na 100 m              | Merlene Ottey                                                            | 11,18   | Grace Jackson                                                               | 11,27   | Pauline Davis                                                            | 11,47   |
| Bieg na 200 m              | Merlene Ottey                                                            | 22,39   | Grace Jackson                                                               | 22,64   | Pauline Davis                                                            | 23,37   |
| Bieg na 400 m              | Ana Fidelia Quirot                                                       | 50,96   | Andrea Thomas                                                               | 52,58   | Jocelyn Joseph                                                           | 53,25   |
| Bieg na 800 m              | Ana Fidelia Quirot                                                       | 2:03,6  | Nery McKeen                                                                 | 2:04,1  | Norfalia Carabalí                                                        | 2:05,4  |
| Bieg na 1500 m             | Angelita Lind                                                            | 4:23,35 | Nery McKeen                                                                 | 4:25,03 | Alicia Diffourt                                                          | 4:25,84 |
| Bieg na 3000 m             | Santa Velázquez                                                          | 9:35,1  | Adriana Frausto                                                             | 9:46,1  | Sergia Martínez                                                          | 9:47,9  |
| Bieg na 10 000 m           | Yolanda Veranes                                                          | 36:56,4 | Carmen Martínez                                                             | 37:28,3 | Ileana Arroyo                                                            | 37:48,2 |
| Bieg na 100 m przez płotki | Grisel Machado                                                           | 13,43   | Sandra Taváres                                                              | 13,78   | Odalys Hernández                                                         | 13,83   |
| Bieg na 400 m przez płotki | Belkis Chávez                                                            | 58,77   | Odalys Hernández                                                            | 59,50   | Carmel Major                                                             | 59,90   |
| Sztafeta 4 × 100 m         | Bahamy Carmel Major · Pauline Davis · Shonel Ferguson · Chandra Sturrup  | 45,71   | Meksyk Sandra Taváres · Alma Vázquez · Alejandra Flores · Guiomar Fernández | 46,04   | Portoryko Virgen Fontanez · Mercedes Ríos · Marta Moreno · Jenny Fuentes | 47,25   |
| Sztafeta 4 × 400 m         | Kuba Belkis Chávez · Odalys Hernández · Nery McKeen · Ana Fidelia Quirot | 3:34,47 | Meksyk Rocio Rohen · Alma Vázquez · Erendira Villagómez · Leticia García    | 3:40,75 | Bahamy Whelma Colebrooke · Carmel Major · Joanne Major · Chandra Sturrup | 3:43,33 |
| Skok wzwyż                 | Silvia Costa                                                             | 1,88    | Cristina Fink                                                               | 1,81    | Laura Agront                                                             | 1,75    |
| Skok w dal                 | Shonel Ferguson                                                          | 6,47    | Eloína Echevarría                                                           | 6,41    | Victoria Despaigne                                                       | 5,97    |
| Pchnięcie kulą             | Marcelina Rodríguez                                                      | 17,16   | Rosa Fernández                                                              | 16,76   | Laverne Eve                                                              | 14,54   |
| Rzut dyskiem               | Maritza Martén                                                           | 61,02   | Hilda Ramos                                                                 | 60,78   | María Isabel Urrutia                                                     | 55,56   |
| Rzut oszczepem             | Mayra Vila                                                               | 63,38   | María Colón                                                                 | 62,78   | Sonia Smith                                                              | 49,44   |
| Siedmiobój                 | Victoria Despaigne                                                       | 5323    | Nadia Katich                                                                | 5245    | Leyda Castro                                                             | 4884    |

## Klasyfikacja medalowa
*   Gospodarz ( Bahamy)
| Miejsce | Reprezentacja     | Złoto | Srebro | Brąz | Razem |
| ------- | ----------------- | ----- | ------ | ---- | ----- |
| 1       | Kuba              | 25    | 18     | 5    | 48    |
| 2       | Meksyk            | 7     | 9      | 3    | 19    |
| 3       | Bahamy*           | 4     | 3      | 10   | 17    |
| 4       | Jamajka           | 2     | 4      | 1    | 7     |
| 5       | Portoryko         | 2     | 1      | 10   | 13    |
| 6       | Barbados          | 1     | 1      | 1    | 3     |
| 7       | Kolumbia          | 0     | 2      | 5    | 7     |
| 8       | Bermudy           | 0     | 2      | 2    | 4     |
| 9       | Wenezuela         | 0     | 1      | 0    | 1     |
| 10      | Antigua i Barbuda | 0     | 0      | 1    | 1     |
| 10      | Dominikana        | 0     | 0      | 1    | 1     |
| 10      | Trynidad i Tobago | 0     | 0      | 1    | 1     |
| Razem   | Razem             | 41    | 41     | 40   | 122   |